# Sindrome di McKusick-Kaufman
La sindrome di McKusick-Kaufman è una malattia genetica rara afferente al gruppo delle ciliopatie.

## Epidemiologia e storia
La malattia deve il suo nome a Victor McKusick e a Robert L. Kaufman, medici che per primi la descrissero.
L'incidenza presso la popolazione degli Old Order Amish è di circa un caso ogni 10 000 nati vivi; non sono stati identificati casi all'infuori di questa comunità.

## Eziologia
La malattia è trasmessa per via autosomica recessiva ed è causata da una mutazione a carico del gene MKKS che codifica per l'omonima proteina, una chaperonina che partecipa allo sviluppo degli arti, del cuore e dell'apparato riproduttore.

## Clinica

### Segni e sintomi
La sindrome si manifesta con difetti cardiaci, polidattilia postassiale e anomalie degli organi genitali quali:
- Atresia o stenosi degli ureteri
- Ipospadia, griposi e criptorchidismo nei maschi
- Atresia vaginale, utero didelfo o vagina doppia nelle femmine

### Diagnosi
La diagnosi è essenzialmente clinica, tuttavia è possibile sottoporsi a un test genetico volto a determinare le mutazioni alleliche responsabili della malattia. La sindrome di McKusick-Kaufman inoltre entra in diagnosi differenziale con la sindrome di Bardet-Biedl, anche se quest'ultima presenta segni e sintomi in età adulta che permettono di distinguerla dalla prima.

## Trattamento
La terapia è volta a correggere le anomalie della sindrome, soprattutto a livello delle dita e del cuore.